# メソミル
メソミル（methomyl）は、アメリカ合衆国のデュポンが開発した、カルバメート系の殺虫剤。青色の粉末で、弱い硫黄臭がある。日本では1970年（昭和45年）に登録され、商品名「ランネート」で販売されている。主に野菜畑において、ハスモンヨトウをはじめとした大型害虫に対し、水和剤として使用される。

## 構造
- 分子式は「C5H10N2O2S」
- 官報公示名は「S-メチル-N-[(メチルカルバモイル)-オキシ]-チオアセトイミデート」。

## 合成
メソミルは、以下のステップで合成できる。
1. 酢酸とメタンチオールを反応させて、チオ酢酸S-メチルを得る。
2. 得られたチオ酢酸S-メチルをヒドロキシルアミンと反応させて、メチルチオアセタールドキシム（メソミルオキシム）を得る。
3. 得られたメチルチオアセタールドキシムをイソシアン酸メチルと反応させて、メソミルを得る。

## 毒性
毒物及び劇物取締法上の毒物（ただし、45%以下含有製剤は劇物）、労働安全衛生法の第4毒物に指定されており、購入には成人で印鑑が必要。コリンエステラーゼ阻害による毒性があり、本剤の中毒症状に対しては硫酸アトロピン製剤が有効とされている。
経口投与した際の体重1kgあたりの致死量は、ラット17mg、マウス10mg、犬20mg、鳩10mg。